# فردریک سودی
فردریک سودی (به انگلیسی: Frederick Soddy) شیمیدان انگلیسی و برنده جایزه نوبل شیمی در سال ۱۹۲۱ بود.